# Roger Otte
Roger Emile Albert Otte (Oombergen, 2 mei 1916 - Gent, 21 juli 2003) was een Belgisch volksvertegenwoordiger, burgemeester en lid van de Vlaamse Raad, de voorgaande naam van het Vlaams Parlement.

## Levensloop
Roger Otte was vele jaren leraar Germaanse talen aan het Provinciaal Handels- en Taalinstituut in Gent. 
In 1952 voor de CVP gekozen tot gemeenteraadslid van Sint-Lievens-Houtem, werd hij in 1958 benoemd tot burgemeester en bekleedde dit ambt tot aan de fusie van 1976. Na de fusie van verschillende gemeenten rond Sint-Lievens-Houtem, bleef hij burgemeester tot in 1994.
Hij werd in 1961 verkozen tot lid van de Kamer van volksvertegenwoordigers voor het arrondissement Aalst en vervulde dit mandaat tot in 1981. Hij was voorzitter van de Kamercommissie voor Cultuur. In de periode december 1971-oktober 1980 zetelde hij als gevolg van het toen bestaande dubbelmandaat ook in de Cultuurraad voor de Nederlandse Cultuurgemeenschap, die op 7 december 1971 werd geïnstalleerd. Vanaf 21 oktober 1980 tot november 1981 was hij tevens korte tijd lid van de Vlaamse Raad, de opvolger van de Cultuurraad en de voorloper van het huidige Vlaams Parlement.

## Eretekens
- België Burgerlijk Ereteken voor Dienstanciënniteit: Medaille Eerste Klasse - Gouden Medaille
- België Orde van Leopold II: Officier